# Z-29
| Z-29              | Z-29       |
| ----------------- | ---------- |
|                   |            |
| Служба            |            |
| Класс и тип судна | Type 1936A |
| Изготовитель      | Дешимаг    |

Z29 — один из пятнадцати эсминцев типа 1936A, построенных для Кригсмарине (ВМС Германии) во время Второй мировой войны. Построенный в 1941 году, он принял участие в действиях в проливе Ла-Манш в начале 1942 года в качестве флагмана эскортных сил. По окончании этой операции (во Франции), корабль большую часть войны провёл в норвежских водах, сопровождая немецкие корабли и ставя минные поля. Z29 участвовал в нерешающем сражении в Баренцевом море в конце года, в ходе которого смог потопить британский тральщик. Корабль был повреждён во время налёта на остров Шпицберген в сентябре 1943 года. Z29 был повреждён британской авиацией, атаковавшей линкор «Tirpitz» в июле 1944 года. Корабль сопровождал конвои с войсками из северной Норвегии, когда немцы начали эвакуацию этого района с октября до тех пор, пока в декабре он не начал капитальный ремонт.
Война закончилась до того, как был завершён ремонт, и корабль был сдан союзникам в Германии. Он был передан Соединённым Штатам, когда они разделили уцелевшие корабли Кригсмарине в конце 1945 года. Всё ещё не вполне мореходный, Z29 был затоплен американцами в конце 1946 года.

## Дизайн и описание

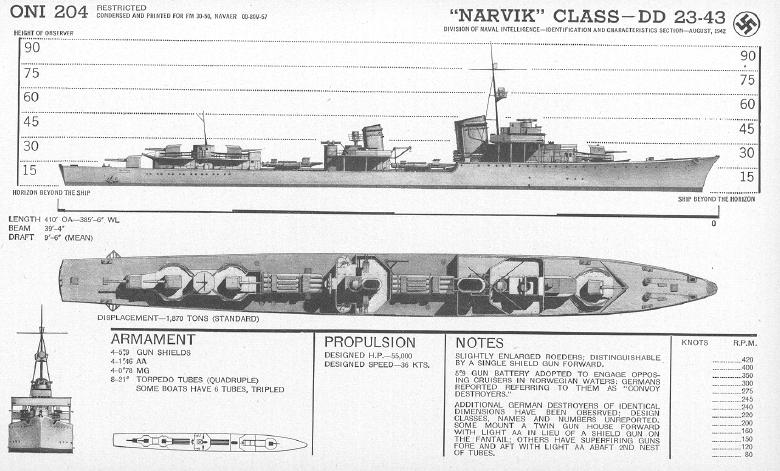
Ручной рисунок эсминца Type 36A для распознавания союзниками во время войны

Эсминцы Type 1936A были немного крупнее предшествующих Type 1936 и имели более тяжёлое вооружение. Они имели общую длину 127 метров и составляли 121.9 метров в длину у ватерлинии. Корабли имели ширину 12 метров с максимальной осадкой 4.62 метра. Они имели водоизмещение 2657 длинных тонн (2699,6366 тонны) при стандартной загрузке и 3691 длинная тонна (3750,2291 тонны) при глубокой нагрузке. Две паровые турбины с редуктором Вагнера, каждая из которых приводила в движение один гребной вал, были рассчитаны на производство 70000 PS (kW shp) с использованием пара шести водотрубных котлов Вагнера для расчётной скорости 36 узлов. Z29 нёс достаточное количество мазута, чтобы обеспечить дальность плавания в 2950 nmi на 19 узлов. Его экипаж состоял из 11 офицеров и 321 матроса.
Корабль нёс четыре Орудия ТБЦ С/36 в одиночных установках с орудийными щитами: одно в носовой части надстройки и три в корме. Они были обозначены номерами с 1 по 4 спереди назад. Его зенитное вооружение состояло из четырёх орудия С/30 в двух спаренных установках, расположенных вдоль задней трубы и семи 2-сантиметровых (0,8 ″) Орудия С/30 в одиночных установках.
Z29 нёс восемь надводных 53,3-сантиметра (21 ″) торпедных аппарата в двух механических установках. Для каждой установки предусматривалось по  два боекомплекта. У него было четыре пусковых установки глубинных бомб, а на задней палубе можно было установить минные рельсы, максимальная вместимость которых составляла 60 мин. Пассивные гидрофоны GHG (Gruppenhorchgerät) были установлены для обнаружения подводных лодок, а также, вероятно, был установлен гидролокатор S-Gerät. Корабль был оборудован радаром FuMO 24/25, установленным над мостиком.

### Модификации
Радар FuMO 63 Hohentwiel был установлен в 1944—1945 годах вместо кормового прожектора. Во время ремонта в 1944—1945 годах, Z29 сменил своё одиночное переднее 15-см орудие на 15 cm LC/38 с двухорудийной башней, используемой на родственных кораблях. Это усугубило тенденцию Type 36A набирать воду через нос и снизило их скорость до 32.8 узлов. Орудие № 3 также было снято, чтобы освободить место для дополнительных зенитных орудий по программе Barbara. К концу войны, его зенитный комплекс состоял из двух опытных 5,5-сантиметра (2,2 ″) Орудия Gerät 58 (вероятно), девять 3,7 см орудий в одиночных и спаренных установках и двадцать 2-см пулемётов в одинарных, спаренных и счетверённых установках. Большинство, если не все, из 3,7 cm должны были стать скорострельной моделью Flak M42.

## История обслуживания
Z29 был заказан у AG Weser (Deschimag) 23 апреля 1938 года. Корабль был заложен на верфи Deschimag в Бремене под номером W963 21 марта 1940 года и спущен на воду 15 октября. Корабль был сдан в эксплуатацию 25 июня 1941 года под командованием Korvettenkapitän (командир-лейтенанта) Курта Рехеля.
После подготовки Z29 был одним из эскортов Тирпица из Нефритового лимана в Тронхейм, Норвегия, и вернулся в Киль, Германия, с 14 по 17 января 1942 года. Корабль отплыл 27 января в Брест, Франция, в рамках подготовки к операции «Цербер» в Ла-Манше. Немецкие корабли вышли из Бреста 11 февраля, удивив британцев, Z29 возглавил строй в качестве флагмана Führer der Zerstörer (командующий силами эсминцев) Kapitän zur See (капитан) Эриха Бея, который командовал эскортом. Британские атаки на немецкие корабли были в целом неэффективными, пока линкор «Scharnhorst» не подорвался на мине у устья устья Шельды в 15:30. Вице-адмирал Отто Цилиакс, главнокомандующий германскими силами, вызвал Z29, чтобы тот взял на буксир обездвиженный линкор. При попытке сближения, эсминец случайно столкнулся с кормой линкора, повредив его полубак, но успел оторваться от Ciliax. Позже, в тот же день 15-см снаряд взорвался в одном из кормовых орудий, убив одного человека, разорвав маслопроводы и выведя из строя левую турбину. Ciliax перешёл на эсминец Z7 Hermann Schoemann в 18:25, а Z29 отправился в Везермюнде на ремонт.

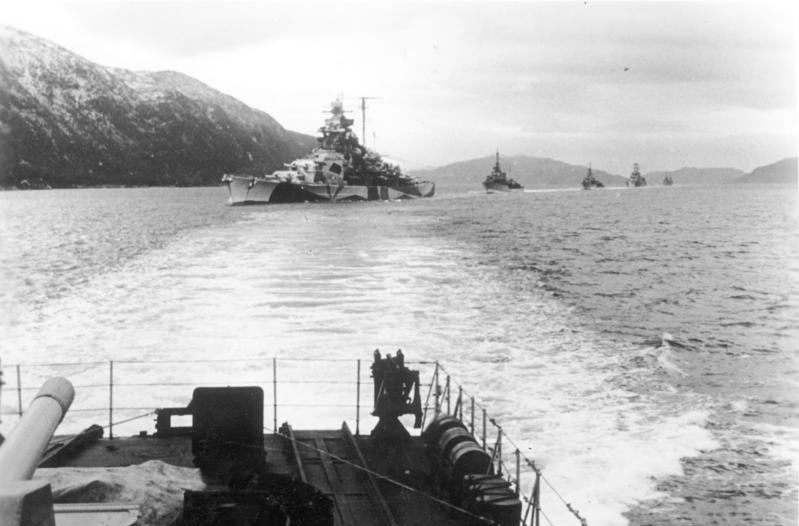
Tirpitz и его эскорт, включая Z29, на пути в Тронхейм, Норвегия, октябрь 1942 г.

После того, как операция была завершена, он был частью прикрытия для тяжёлого крейсера Lützow с 15 по 26 мая, когда он двигался из Германии в залив Буген, Норвегия, и по пути устанавливал минное поле в Скагерраке. 5-8 сентября Z29, корабль этой же серии Z30 и эсминец Z4 Richard Beitzen ставили минное заграждение в Карском проливе между островом Новая Земля и островом Вайгач. Позже в том же месяце он участвовал в операции «Зарин», постановке мин у побережья Новой Земли с 24 по 28 сентября, вместе с адмиралом Хиппер и кораблями этой же серии Z23, Z28 и Z30. 23-24 октября корабль сопровождал «Тирпиц» и тяжёлый крейсер Адмирал Шеер («Admiral Scheer») из залива Буген в Тронхейм и продолжил путь в Копенгаген, Дания, с адмиралом Шеером, прежде чем вернуться в Альтафьорд с лёгким крейсером « Nürnberg».

### Битва в Баренцевом море
30 декабря Lützow и тяжёлый крейсер Admiral Hipper в сопровождении шести эсминцев, включая Z29, покинули Нарвик для операции Regenbogen, атаки на конвой JW 51B, который, по сообщениям немецкой разведки, сопровождался лёгким конвоем. План вице-адмирала Оскара Кумметца состоял в том, чтобы разделить свои силы пополам; он возьмёт Admiral Hipper, Z4 Richard Beitzen, Z29 и эсминец Z16 Friedrich Eckoldt к северу от конвоя, чтобы атаковать его и отвлечь эскорт. Затем Lützow и три эсминца должны были атаковать незащищённый конвой с юга. Три эсминца отделились от адмирала Хиппера для поиска конвоя, который они обнаружили утром 31 декабря. Эсминец HMS Obdurate заметил их по очереди и приблизился для расследования, когда немецкие корабли открыли огонь на расстоянии 8000 метров (8700 yd).
Obdurate развернулся, чтобы присоединиться к конвою, не получив никаких повреждений, и немецкие корабли не преследовали его, поскольку им было приказано присоединиться к Hipper. Немцы нашли тральщик HMS Bramble, который ранее был отделён от конвоя для поиска отставших, когда они маневрировали, чтобы сблизиться с конвоем, и эсминцам было приказано потопить его, в то время как Hipper вступил в бой с эскортом конвоя. Это заняло некоторое время из-за плохой видимости, и тем временем Хиппер был застигнут врасплох британскими прикрывающими силами лёгких крейсеров «Sheffield» и «Jamaica». После потопления Bramble немецкие эсминцы попытались присоединиться к Hipper, но понятия не имели, что британские крейсера находятся в этом районе. Примерно в это же время Z29 потерял связь с другими эсминцами. Два других эсминца перепутали «Шеффилд» с «Хиппером», когда заметили друг друга на 4000 метров (4400 yd) и были удивлены, когда Шеффилд открыл огонь по Z16 Friedrich Eckoldt из всех имевшихся у него орудий, потопив его с потерей всей команды. Z29 был одним из эскортов лёгкого крейсера Köln и повреждённого Admiral Hipper 24 января 1943 года, когда они начали свой рейс в Киль. Затем эсминец начал ремонт в Везермюнде.

### Более поздние действия
Корабль завершил доработку в июле и 22-го отплыл в Норвегию в сопровождении эсминца Z33. Два корабля с добавлением Z31 были отнесены к 4. Zerstörerflotille (4-я флотилия эсминцев) по прибытии. Во время операции Zitronella, немецкого рейда на остров Шпицберген в сентябре, им была поставлена задача огневой поддержки войск на берегу. Во время выхода Z29 был четырежды поражён береговой артиллерией, в результате чего три члена экипажа погибли и ещё трое были ранены. Корабль был одним из эскортов Шарнхорста во время операции «Остфронт» 25 декабря, попытки перехватить британский конвой JW 55B, направлявшийся в Советский Союз. Весь эскорт линкора был отделён на следующий день, чтобы увеличить вероятность перехвата конвоя, и не участвовал в последовавшей битве при Нордкапе.
Z29 отремонтировал котлы в начале 1944 года и до конца года оставался в норвежских водах. 17 июля корабль был обстрелян истребителями ВВС Королевского флота во время операции «Талисман» по атаке линкора «Тирпиц», но получил лишь поверхностные повреждения. Начиная с октября, он сопровождал конвои во время операции Nordlicht по эвакуации из северной Норвегии. 16 декабря Z29 и Z31 поставили минное поле у Хоннингсвоага. Неделю спустя он отплыл из Лаафьорда в Везермюнде, чтобы начать ремонт, в ходе которого его переднее орудие было заменено на двухорудийную башню, а его зенитное вооружение было значительно увеличено. Война закончилась в мае 1945 года, до того, как был завершён его ремонт, и 7-го числа корабль был списан.
Z29 был передан Соединённым Штатам, когда союзники разделили между собой уцелевшие корабли Кригсмарине в конце 1945 года. Из-за плохого состояния, ВМС США отказались использовать корабль, и 10 июня 1946 года он был затоплен у входа в Скагеррак с грузом химических боеприпасов на борту.

## Память
Z29 упоминается в советском мультфильме «Сокровища затонувших кораблей».